# 2. brigada 2. operativne cone (NOVJ)
Za druge 2. brigade glejte 2. brigada.
2. brigada 2. operativne cone je bila brigada v sestavi Narodnoosvobodilne vojske in partizanskih odredov Jugoslavije in ki je delovala med drugo svetovno vojno na področju Kraljevine Jugoslavije.

## Zgodovina
19. januarja 1944 je bila razpuščena in iz njenih bataljonov so ustanovili 1. in 2. brigado 33. divizije.

## Organizacija
- štab
- 4x bataljon